# Kasımpaşa Spor Kulübü
Il Kasımpaşa Spor Kulübü, chiamato comunemente solo Kasımpaşa, è una società calcistica con sede a Kasımpaşa, zona del distretto Beyoğlu di Istanbul, in Turchia. Milita nella Süper Lig, la massima serie del campionato turco di calcio.
Disputa le gare casalinghe allo stadio Recep Tayyip Erdoğan, situato nel distretto di Beyoğlu di Istanbul.

## Storia
Fondato nel 1921 come Altıntuğ, militò nella Prima Lega di Istanbul dal 1939 al 1945 e dal 1946 al 1959. Fu promosso nella Türkiye Ligi nel 1959 e vi rimase per cinque stagioni, giungendo quinto nel 1961-1962.
Il 30 maggio 2007 la squadra fu promossa di nuovo in massima serie, al termine di un confronto emozionante contro l'Altay che la vide rimontare due volte lo svantaggio e vincere per 4-3 ai tiri di rigore. Retrocessa in TFF 1. Lig dopo una sola stagione, ottenne una nuova promozione nel maggio 2009, battendo ad Ankara per 2-1 il Karşıyaka dopo i tempi supplementari. Giunta tra i primi dieci posti nel 2009-2010, stagione in cui colse un successo per 3-1 sul campo del Fenerbahçe in Coppa di Turchia, nel 2010-2011 perse alcuni giocatori chiave e retrocesse in seconda divisione, ma conobbe una nuova promozione al termine dell'annata 2011-2012, tramite i play-off, in cui batté Konyaspor in semifinale (2-0 in trasferta e 4-0 in casa) e Adanaspor in finale (3-2). La stagione 2012-2013 vide il Kasımpaşa competere per un posto utile alla qualificazione in UEFA Europa League, ma a causa di un calo nel finale di campionato la squadra ottenne solo il sesto posto, a cinque punti dal quarto occupato dal Bursaspor, l'ultimo utile per una qualificazione europea.
Nella prima metà della stagione 2018-2019 il club di Istanbul rimane nelle zone alte della classifica, a ridosso costante dei posti validi per le qualificazioni alle coppe europee. Nonostante gli innesti di alcuni giocatori durante la sessione di mercato invernale, tra i quali Stipe Perica e Simone Scuffet in prestito dall’Udinese, il rendimento cala notevolmente ed il club sprofonda nelle zone rosse della classifica; conclude il campionato al quattordicesimo posto con 39 punti, a due dalla zona retrocessione. L'annata 2019-2020 vede Ricardo Quaresma vestire la maglia della squadra, che si salva in modo tranquillo. Nella stagione 2020-2021 il club ingaggia il centrocampista Danny Drinkwater.

## Palmarès

### Competizioni nazionali
- TFF 2. Lig: 1

2005-2006
- TFF 3. Lig: 3

1988-1989, 1996-1997, 2004-2005

### Altri piazzamenti
- Coppa di Turchia:

Semifinalista: 2016-2017
- TFF 1. Lig:

Vittoria play-off: 2006-2007, 2008-2009, 2011-2012

## Organico

### Rosa 2025-2026
Aggiornata al 19 agosto 2025.
| N. |                                 | Ruolo | Calciatore          |
| -- | ------------------------------- | ----- | ------------------- |
| 1  | Grecia (bandiera)               | P     | Andreas Gianniōtīs  |
| 2  | Brasile (bandiera)              | D     | Cláudio Winck       |
| 5  | Turchia (bandiera)              | C     | Atakan Müjde        |
| 6  | Austria (bandiera)              | C     | Cem Üstündag        |
| 7  | Senegal (bandiera)              | C     | Mamadou Fall        |
| 8  | Portogallo (bandiera)           | C     | Cafú                |
| 9  | Turchia (bandiera)              | A     | Yusuf Barası        |
| 10 | Bosnia ed Erzegovina (bandiera) | C     | Haris Hajradinović  |
| 11 | Turchia (bandiera)              | A     | Ali Yavuz Kol       |
| 12 | Tunisia (bandiera)              | D     | Mortadha Ben Ouanes |
| 13 | Turchia (bandiera)              | D     | Adnan Aktaş         |
| 14 | Ecuador (bandiera)              | D     | Jhon Espinoza       |
| 16 | Islanda (bandiera)              | C     | Andri Baldursson    |

| N. |                        | Ruolo | Calciatore          |
| -- | ---------------------- | ----- | ------------------- |
| 17 | Turchia (bandiera)     | A     | Kubilay Kanatsızkuş |
| 20 | Ghana (bandiera)       | D     | Nicholas Opoku      |
| 21 | Paesi Bassi (bandiera) | D     | Godfried Frimpong   |
| 23 | Turchia (bandiera)     | C     | Oğuzhan Yılmaz      |
| 25 | Turchia (bandiera)     | P     | Ali Emre Yanar      |
| 26 | Kosovo (bandiera)      | C     | Loret Sadiku        |
| 29 | Turchia (bandiera)     | D     | Taylan Aydın        |
| 41 | Ungheria (bandiera)    | D     | Attila Szalai       |
| 47 | Turchia (bandiera)     | D     | Berkay Muratoğlu    |
| 61 | Turchia (bandiera)     | P     | Ege Albayrak        |
| 72 | Turchia (bandiera)     | A     | Yasin Eratilla      |
| 77 | Senegal (bandiera)     | A     | Pape Habib Guèye    |
| 98 | Turchia (bandiera)     | P     | Şant Kazancı        |